# Plukenetia supraglandulosa
Plukenetia supraglandulosa là một loài thực vật có hoa trong họ Đại kích. Loài này được L.J.Gillespie miêu tả khoa học đầu tiên năm 1993.